# Marcel Bezençon Award
Marcel Bezençon Award är ett pris som grundades av Christer Björkman och Richard Herrey år 2002 och som årligen delar ut priser i tre kategorier till tävlande bidrag i den internationella musiktävlingen Eurovision Song Contest. Priset har uppkallats till minne av tävlingens grundare Marcel Bezençon.
Priset är en glasstatyett som årligen skapas för hand vid Stockholms glasbruk. Statyetten designades av Karin Hammar och uppdaterades 2021 av Martin Ehrensvärd.

## Kategorier
De tre kategorierna är:
- Media Award – ges till det bidrag som får flest röster under en omröstning bland media- och pressfolk under evenemanget.
- Artistic Award – ges till den artist som får flest röster under en omröstning bland de internationella TV- och radiokommentatorerna. Till och med 2009 utsågs vinnaren av en jury bestående av tidigare års vinnare av Eurovision Song Contest.
- Composer Award – ges till det bidrag som får flest röster under en omröstning bland de deltagande låtskrivarna.

## Vinnare
"Slutresultat" och "poäng" avser i dessa tabeller hur det gick för bidraget i Eurovision Song Contest. 

### Media Award
| År   | Land                   | Sång                                         | Artist                              | Slutresultat | Poäng | Värdstad    |
| ---- | ---------------------- | -------------------------------------------- | ----------------------------------- | ------------ | ----- | ----------- |
| 2002 | Frankrike              | "Il faut du temps (je me battrai pour ça)"   | Sandrine François                   | 5:a          | 104   | Tallinn     |
| 2003 | Turkiet                | "Everyway That I Can"                        | Sertab Erener                       | 1:a          | 167   | Riga        |
| 2004 | Serbien och Montenegro | "Lane moje" (Лане моје)                      | Željko Joksimović                   | 2:a          | 263   | Istanbul    |
| 2005 | Malta                  | "Angel"                                      | Chiara                              | 2:a          | 192   | Kiev        |
| 2006 | Finland                | "Hard Rock Hallelujah"                       | Lordi                               | 1:a          | 292   | Aten        |
| 2007 | Ukraina                | "Dancing Lasha Tumbai" (Dancing Лаша Тумбай) | Verka Serdjutjka                    | 2:a          | 235   | Helsingfors |
| 2008 | Portugal               | "Senhora do mar (Negras águas)"              | Vânia Fernandes                     | 13:e         | 69    | Belgrad     |
| 2009 | Norge                  | "Fairytale"                                  | Alexander Rybak                     | 1:a          | 387   | Moskva      |
| 2010 | Israel                 | "Milim" (מילים)                              | Harel Skaat                         | 14:e         | 71    | Oslo        |
| 2011 | Finland                | "Da Da Dam"                                  | Paradise Oskar                      | 21:e         | 57    | Düsseldorf  |
| 2012 | Azerbajdzjan           | "When the Music Dies"                        | Sabina Babayeva                     | 4:a          | 150   | Baku        |
| 2013 | Georgien               | "Waterfall"                                  | Nodiko Tatisjvili och Sopo Gelovani | 15:a         | 50    | Malmö       |
| 2014 | Österrike              | "Rise Like a Phoenix"                        | Conchita Wurst                      | 1:a          | 290   | Köpenhamn   |
| 2015 | Italien                | "Grande amore"                               | Il Volo                             | 3:a          | 292   | Wien        |
| 2016 | Ryssland               | ”You Are The Only One”                       | Sergej Lazarev                      | 3:a          | 491   | Stockholm   |
| 2017 | Italien                | "Occidentali's Karma"                        | Francesco Gabbani                   | 6:a          | 334   | Kiev        |
| 2018 | Frankrike              | "Mercy"                                      | Madame Monsieur                     | 13:e         | 173   | Lissabon    |
| 2019 | Nederländerna          | "Arcade"                                     | Duncan Laurence                     | 1:a          | 498   | Tel Aviv    |
| 2021 | Frankrike              | "Voilà"                                      | Barbara Pravi                       | 2:a          | 499   | Rotterdam   |
| 2022 | Storbritannien         | "Space Man"                                  | Sam Ryder                           | 2:a          | 466   | Turin       |
| 2023 | Sverige                | "Tattoo"                                     | Loreen                              | 1:a          | 583   | Liverpool   |
| 2024 | Kroatien               | Baby Lasagna                                 | "Rim Tim Tagi Dim"                  | 2:a          | 547   | Malmö       |

### Artistic Award

#### Framröstad av tidigare vinnare
| År   | Land          | Artist           | Sång                       | Slutresultat | Poäng | Värdstad    |
| ---- | ------------- | ---------------- | -------------------------- | ------------ | ----- | ----------- |
| 2002 | Sverige       | Afro-dite        | "Never Let It Go"          | 8:a          | 72    | Tallinn     |
| 2003 | Nederländerna | Esther Hart      | "One More Night"           | 13:e         | 45    | Riga        |
| 2004 | Ukraina       | Ruslana          | "Wild Dances"              | 1:a          | 280   | Istanbul    |
| 2005 | Grekland      | Helena Paparizou | "My Number One"            | 1:a          | 230   | Kiev        |
| 2006 | Sverige       | Carola           | "Invincible"               | 5:a          | 170   | Aten        |
| 2007 | Serbien       | Marija Šerifović | "Molitva" (Молитва)        | 1:a          | 268   | Helsingfors |
| 2008 | Ukraina       | Ani Lorak        | "Shady Lady"               | 2:a          | 230   | Belgrad     |
| 2009 | Frankrike     | Patricia Kaas    | "Et s'il fallait le faire" | 8:a          | 107   | Moskva      |

#### Framröstad av kommentatorer
Sedan 2010 ersatte kommentatorerna de tidigare vinnarna som röstande jury i denna kategori.
| År   | Land          | Artist             | Sång                   | Slutresultat | Poäng | Värdstad   |
| ---- | ------------- | ------------------ | ---------------------- | ------------ | ----- | ---------- |
| 2010 | Israel        | Harel Skaat        | "Milim" (מילים)        | 14:e         | 71    | Oslo       |
| 2011 | Irland        | Jedward            | "Lipstick"             | 8:e          | 119   | Düsseldorf |
| 2012 | Sverige       | Loreen             | "Euphoria"             | 1:a          | 372   | Baku       |
| 2013 | Azerbajdzjan  | Färid Mämmädov     | "Hold Me"              | 2:a          | 234   | Malmö      |
| 2014 | Nederländerna | The Common Linnets | "Calm After the Storm" | 2:a          | 238   | Köpenhamn  |
| 2015 | Sverige       | Måns Zelmerlöw     | "Heroes"               | 1:a          | 365   | Wien       |
| 2016 | Ukraina       | Jamala             | "1944"                 | 1:a          | 534   | Stockholm  |
| 2017 | Portugal      | Salvador Sobral    | "Amar pelos dois"      | 1:a          | 758   | Kiev       |
| 2018 | Cypern        | Eleni Foureira     | "Fuego"                | 2:a          | 436   | Lissabon   |
| 2019 | Australien    | Kate Miller-Heidke | "Zero Gravity"         | 9:e          | 284   | Tel Aviv   |
| 2021 | Frankrike     | Barbara Pravi      | "Voilà"                | 2:a          | 499   | Rotterdam  |
| 2022 | Serbien       | Konstrakta         | "In Corpore Sano       | 5:a          | 312   | Turin      |
| 2023 | Sverige       | Loreen             | "Tattoo"               | 1:a          | 583   | Liverpool  |
| 2024 | Schweiz       | Nemo               | "The Code"             | 1:a          | 591   | Malmö      |

### Composer Award winners
Denna utmärkelse presenterades för första gången under 2004, och ersatte då den tidigare utmärkelsen Fan Award.
| År   | Land                    | Sång                    | Kompositör(er) Text (t) / Musik (m)                                                                          | Artist                             | Slutresultat | Poäng | Värdstad    |
| ---- | ----------------------- | ----------------------- | --- | ---------------------------------- | ------------ | ----- | ----------- |
| 2004 | Cypern                  | "Stronger Every Minute" | Mike Konnaris (m & t)                                                                                        | Lisa Andreas                       | 5:a          | 170   | Istanbul    |
| 2005 | Serbien och Montenegro  | "Zauvijek moja"         | Slaven Knezović (m) och Milan Perić (t)                                                                      | No Name                            | 7:a          | 137   | Kiev        |
| 2006 | Bosnien och Hercegovina | "Lejla"                 | Željko Joksimović (m), Fahrudin Pecikoza (t) och Dejan Ivanović (t)                                          | Hari Mata Hari                     | 3:a          | 229   | Aten        |
| 2007 | Ungern                  | "Unsubstantial Blues"   | Magdi Rúzsa (m) and Imre Mózsik (t)                                                                          | Magdi Rúzsa                        | 9:a          | 128   | Helsingfors |
| 2008 | Rumänien                | "Pe-o margine de lume"  | Andrei Tudor (m), Andreea Andrei (t) och Adina Şuteu (t)                                                     | Nico & Vlad                        | 20:e         | 45    | Belgrad     |
| 2009 | Bosnien och Hercegovina | "Bistra voda"           | Aleksandar Čović (m & t)                                                                                     | Regina                             | 9:a          | 106   | Moskva      |
| 2010 | Israel                  | "Milim" (מילים)         | Tomer Hadadi (m) och Noam Horev (t)                                                                          | Harel Skaat                        | 14:e         | 71    | Oslo        |
| 2011 | Frankrike               | "Sognu"                 | Daniel Moyne (m), Quentin Bachelet(m) och Jean-Pierre Marcellesi (t), Julie Miller (t)                       | Amaury Vassili                     | 15:e         | 82    | Düsseldorf  |
| 2012 | Sverige                 | "Euphoria"              | Thomas G:son (m & l) och Peter Boström (m & l)                                                               | Loreen                             | 1:a          | 372   | Baku        |
| 2013 | Sverige                 | "You"                   | Robin Stjernberg (m & t), Linnea Deb (m & t), Joy Deb (m & t), Joakim Harestad Haukaas (m & t)               | Robin Stjernberg                   | 14:a         | 62    | Malmö       |
| 2014 | Nederländerna           | "Calm After the Storm"  | Ilse DeLange (m & t), JB Meijers (m & t), Rob Crosby (m & t), Matthew Crosby (m & t), Jake Etheridge (m & t) | The Common Linnets                 | 2:a          | 238   | Köpenhamn   |
| 2015 | Norge                   | "A Monster Like Me"     | Kjetil Mørland (m & t)                                                                                       | Kjetil Mørland och Debrah Scarlett | 8:a          | 102   | Wien        |
| 2016 | Australien              | "Sound of Silence"      | DNA (David Musumeci & Anthony Egizii)                                                                        | Dami Im                            | 2:a          | 511   | Stockholm   |
| 2017 | Portugal                | "Amar pelos dois"       | Luísa Sobral                                                                                                 | Salvador Sobral                    | 1:a          | 758   | Kiev        |
| 2018 | Bulgarien               | "Bones"                 | Borislav Milanov, Joacim Persson, Brandon Treyshun Campbell & Dag Lundberg                                   | Equinox                            | 18:e         | 166   | Lissabon    |
| 2019 | Italien                 | "Soldi"                 | Dardust, Mahmood & Charlie Charles                                                                           | Mahmood                            | 2:a          | 472   | Tel Aviv    |
| 2021 | Schweiz                 | "Tout l’Univers"        | Gjon’s Tears, Wouter Hardy, Xavier Michel & Nina Sampermans                                                  | Gjon's Tears                       | 3:a          | 432   | Rotterdam   |
| 2022 | Sverige                 | "Hold Me Closer         | Cornelia Jakobsdotter, Isa Molin & David Zandén                                                              | Cornelia Jakobs                    | 4:a          | 438   | Turin       |
| 2023 | Italien                 | "Due vite"              | Marco Mengoni                                                                                                | Marco Mengoni                      | 4:e          | 350   | Liverpool   |
| 2024 | Schweiz                 | Nemo                    | Lasse Midstian Nymann, Linda Dale, Benjamin Alasu                                                            | "The Code"                         | 1:a          | 591   | Malmö       |

### Fan Award
Fan Award delades ut under Eurovision Song Contest 2002 och 2003, och röstas fram av medlemmarna i OGAE, Eurovisionens internationella fanklubb. Det avskaffades dock och ersattes av Artistic Award 2004.
År 2008 introducerades Poplight Fan Award, en särskild utmärkelse där Eurovision Song Contest-fans fick rösta över internet. Det har inte tilldelas sedan dess.
| År   | Land     | Artist            | Sång                     | Slutresultat | Poäng | Värdstad |
| ---- | -------- | ----------------- | ------------------------ | ------------ | ----- | -------- |
| 2002 | Finland  | Laura Voutilainen | "Addicted to You"        | 20:e         | 24    | Tallinn  |
| 2003 | Spanien  | Beth              | "Dime"                   | 8:a          | 81    | Riga     |
| 2008 | Armenien | Sirusho           | "Qélé, Qélé" (Քելե Քելե) | 4:a          | 199   | Belgrad  |

## Melodifestivalsvinnare
Mellan 2005 och 2015 delade även Sveriges Television ut Marcel Bezençon Awards under Melodifestivalen, den svenska uttagningstävlingen till Eurovision Song Contest. Dessa utmärkelser följde samma format som för Eurovisions, men utmärkelserna gavs endast till låtar som tävlade i finalen. 

### Press Award
| År   | Sång               | Artist             | Slutresultat | Poäng |
| ---- | ------------------ | ------------------ | ------------ | ----- |
| 2005 | Shirley Clamp      | "Att älska dig"    | 4:e          | 130   |
| 2006 | BWO                | "Temple of Love"   | 2:a          | 202   |
| 2007 | Sonja Aldén        | "För att du finns" | 6:e          | 62    |
| 2008 | Sanna Nielsen      | "Empty Room"       | 2:a          | 206   |
| 2009 | Caroline af Ugglas | "Snälla, snälla"   | 2:a          | 171   |
| 2010 | Anna Bergendahl    | "This is My Life"  | 1:a          | 214   |
| 2011 | Eric Saade         | "Popular"          | 1:a          | 193   |
| 2012 | Loreen             | "Euphoria"         | 1:a          | 268   |
| 2013 | YOHIO              | "Heartbreak Hotel" | 2:a          | 133   |
| 2014 | Sanna Nielsen      | "Undo"             | 1:a          | 212   |
| 2015 | Måns Zelmerlöw     | "Heroes"           | 1:a          | 288   |

### Artistic Award
| År   | Artist           | Sång                  | Slutresultat | Poäng |
| ---- | ---------------- | --------------------- | ------------ | ----- |
| 2005 | Nanne Grönvall   | "Håll om mig"         | 2:a          | 209   |
| 2006 | Carola           | "Evighet"             | 1:a          | 234   |
| 2007 | Sonja Aldén      | "För att du finns"    | 6:e          | 62    |
| 2008 | BWO              | "Lay Your Love on Me" | 3:e          | 158   |
| 2009 | Sarah Dawn Finer | "Moving On"           | 6:e          | 87    |
| 2010 | Eric Saade       | "Manboy"              | 3:e          | 155   |
| 2011 | Danny Saucedo    | "In the Club"         | 2:a          | 149   |
| 2012 | Loreen           | "Euphoria"            | 1:a          | 268   |
| 2013 | YOHIO            | "Heartbreak Hotel"    | 2:a          | 133   |
| 2014 | Ace Wilder       | "Busy Doin' Nothin'"  | 2:a          | 210   |
| 2015 | Isa              | "Don't Stop"          | 7:e          | 56    |

### Composer Award
| År   | Sång                       | Kompositör                                                               | Artist              | Slutresultat | Poäng |
| ---- | -------------------------- | ------------------------------------------------------------------------ | ------------------- | ------------ | ----- |
| 2005 | "A Different Kind of Love" | Joacim Dubbelman, Martin Landh, Sam McCarthy                             | Caroline Wennergren | 5:e          | 116   |
| 2006 | "Sing for Me"              | Andreas Johnson, Peter Kvint                                             | Andreas Johnson     | 3:e          | 200   |
| 2007 | "I Remember Love"          | Peter Hallström, Sarah Dawn Finer                                        | Sarah Dawn Finer    | 4:e          | 122   |
| 2008 | "Empty Room"               | Bobby Ljunggren, Aleena Gibson                                           | Sanna Nielsen       | 2:a          | 206   |
| 2009 | "You're My World"          | Emilia Rydberg, Fredrik "Figge" Boström                                  | Emilia              | 9:e          | 28    |
| 2010 | "Keep On Walking"          | Salem Al Fakir                                                           | Salem Al Fakir      | 2:a          | 183   |
| 2011 | "Leaving Home"             | Jojo Borg Larsson, Nicke Borg, Fredrik Thomander, Anders "Gary" Wikström | Nicke Borg          | 8:e          | 57    |
| 2012 | "Why Start a Fire"         | Lisa Miskovsky, Aleksander With, Bernt Rune Stray, Berent Philip Moe     | Lisa Miskovsky      | 9:e          | 39    |
| 2013 | "You"                      | Robin Stjernberg, Linnea Deb, Joy Deb, Joakim Harestad Haukaas           | Robin Stjernberg    | 1:a          | 166   |
| 2014 | "Undo"                     | Fredrik Kempe, David Kreuger, Hamed "K-One" Pirouzpanah                  | Sanna Nielsen       | 1:a          | 212   |
| 2015 | "Don't Stop Believing"     | Miss Li, Sonny Gustafsson                                                | Mariette            | 3:e          | 102   |

### Fan Award
Liksom för 2008 års Eurovision Song Contest delades ett Fan Award ut av Poplight under 2008 Melodifestivalen.
| År   | Artist      | Sång        | Slutresultat | Poäng |
| ---- | ----------- | ----------- | ------------ | ----- |
| 2008 | Amy Diamond | "Thank You" | 8:a          | 36    |